# Pèira Blanca
La Pèira Blanca és una muntanya de 1.432 metres que es troba al municipi de Naut Aran, a la comarca de la Vall d'Aran.